# Giovanella bolivar
Giovanella bolivar är en tvåvingeart som beskrevs av Bonatto 2005. Giovanella bolivar ingår i släktet Giovanella och familjen spyflugor.
Artens utbredningsområde är Venezuela. Inga underarter finns listade i Catalogue of Life.